# Tricio
Tricio és un municipi de la Rioja, a la regió de la Rioja Alta.

## Història
Nombroses referències escrites de totes les èpoques avalen l'antiquíssim origen de Tricio, anterior a l'era cristiana. El testimoniatge més antic el proporciona, l'any 154 aC, Appià Alexandrí, nomenant als tritis al costat d'altres tribus que es van oposar al domini romà. Ptolemeu, geògraf egipci de reconeguda autoritat, cita, en el segle ii, Tritium Megalon, àlies prestat pels conquistadors romans que oferix una idea sobre la importància que la vila tenia en l'època. Grandesa corroborada a més per les nombroses troballes arqueològics de la civilització clàssica, alguns dels quals recull el p. Anguiano en el seu "Compendio historial de La Rioja": restes de muralles i d'una torre fortificada, mosaics, columnes, ceràmiques i làpides.
Figura també la localitat en l'Itinerari d'Antoní August, del segle iii, com un dels punts de passada de la calçada que unia Saragossa i Astorga. En el segle v, apareixen els veïns de Tricio com a defensors del Bisbe Silvano de Calahorra enfront del Papa Hilari. En l'any 928, la reina Tota va fer una donació, documentant-la en la corresponent escriptura, d'una propietat situada en la vila. Sanç III de Navarra va incloure Tricio en la relació de pobles enumerats pel seu Fur de Nájera, definint-li com independent d'aquesta urbs.
En 1073, el rei navarrès Sanç el de Peñalén ordenava restituir al monestir de San Millán de la Cogolla uns palaus de Tricio, donats vint-i-tres anys abans per López Fortúnez i la seva esposa Mencía i usurpats des de llavors per Sanç Garcés. Declarada vila independent pel rei Felip IV en 1658, va pertànyer posteriorment al domini dels ducs de Nájera. Fins a la creació de la província de Logronyo, per Reial decret de 30 de novembre de 1833, va pertànyer a la de Burgos. En època romana va ser un municipi de la Hispània Citerior anomenat Tritium Magallum (Tricio la Gran) i d'aquesta època conserva molts restes arqueològiques. El 6 d'octubre de 1833 el general Santos Ladron de Cegama va proclamar rei Carles V en Tricio, donant amb això començament a la Primera Guerra Carlina.

## Personatges il·Lustres
- Fernando Tricio, bisbe d'Ourense i Salamanca que participà en el Concili de Trento
- Celedón Pardo y Agüero (1522-1637), metge de cambra de Felip IV
- Ignacio Marrón y Gómez de Helgueta, enginyer naval que projectà i dirigí les obres del port de Cadis.
- Francisco García Villasana, jurisconsult mort el 1834 que escriví estudis sobre el dol, el suïcidi o l'adulteri.
- Mariano de la Paz Graells, metge, naturista i catedràtic, fundador de l'Acadèmia de Ciències Exactes i director del Botànic, autor d'una obra capital sobre la flora ibèrica.
- Augusto Ibáñez Sacristán, Titín III, pilotari nascut el 13 de gener de 1969.